# فاينل فانتسي دايمنشنز
فاينل فانتازي دايمنشنز، المعروفة في اليابان باسم فاينل فانتازي ليجندز: هيكاري تو يامي نو سينشي (باليابانية: ファイナルファンタジー レジェンズ光と闇の戦士، "أساطير فاينل فانتازي: محاربو النور والظلام") هي لعبة فيديو تقمص الأدوار صممتها شركة ماتريكس للبرامج ونشرتها سكوير إنكس للأجهزة النقالة.
على غرار فاينل فانتازي 4: السنوات اللاحقة، فقد أصدرت في البداية على شكل حلقة من سلسلة، حيث أصدرت الحلقتان الأولتان في 9 سبتمبر 2010 على خدمة توزيع آي موود اليابانية، و9 ديسمبر 2010 على خدمة توزيع إي زي ويب. أعيد أنتاج اللعبة على منصات آي أو إس و‌أندرويد وأصدرت دوليا في أغسطس 2012.
وضعت فاينل فانتازي دايمنشنز برسومات ثنائية الأبعاد ونظام تغيير الوظيفة المماثل للموجود في فاينل فانتازي 5. نظام القتال مشتق من نظام التوقيت في سلسلة فاينل فانتازي. تتبع اللعبة طرفين، محاربو النور محاربو الظلام، ويتحكم اللاعبون إلى عدد يصل إلى خمسة أعضاء في الفريق الأساسي، في سعيهم لإصلاح عالمهم المحطم وافشال خطط إمبراطورية أفالون الشريرة.
في عام 2014، تم الإعلان عن لعبة ثانية في سلسلة فاينل فانتازي ليجندز للهواتف الذكية، بعنوان فاينل فانتازي ليجندز: توكي نو سويشو (باليابانية: ファイナルファンタジー レジェンズ 時空ノ水晶، "أساطير فاينل فانتازي: كريستالة الزمان والمكان").